# 온라인 평판
온라인 평판이란 누군가의 인터넷 상 흔적, 또는 그에 대한 동료의 인터넷 상 평가를 바탕으로 만들어지는 평판을 말한다.

## 직업과 온라인 평판
온라인 평판이 좋지 않은 경우 오프라인에서 직업적으로 불이익을 당하는 사례가 있다. 2010년 마이크로소프트가 미국, 영국, 독일 등의 100대 기업 인사담당자들에게 구직자의 인터넷 평판을 보고 입사를 거부할 수 있는지 조사해본 결과, 응답자의 70%가 그렇다고 하였다. 대한민국에서도 과거 인터넷에 남긴 글 때문에 직장에서 불이익을 당하는 사례가 있다. 2018년 잡코리아 조사 결과 인사담당자의 39.9%가 지원자 평판을 조사하며, 그중 27.2%는 지원자 SNS를 확인한다고 했다.

## 온라인 평판 관리
직업과 관련하여 온라인 평판관리의 필요성이 생기자, 온라인 평판관리를 해주는 서비스 업체들이 생겼다. 미국의 몇몇 업체들은 구직을 앞둔 대학생들을 주 타깃으로 하여 영업을 하고 있다.

## 같이 보기
- 인터넷 프라이버시

## 참고 자료
- 사람과 디지털 연구소 - 프로파일링 혹은 신상털기